# Gérard Brach
Gérard Brach (Montrouge, Altos del Sena, 23 de julio de 1927 – París, 9 de septiembre de 2006) fue un guionista francés. Conocido por sus colaboraciones con los directores de cine Roman Polański y Jean-Jacques Annaud, dirigió dos películas: La maison y El barco en la hierba.

## Trabajos

### Dirección
- 1970: La maison (director)
- 1971: El barco en la hierba (The Boat on the Grass) (director)

### Guion
- 1965: Repulsion, de Roman Polański (guion)
- 1966: Callejón sin salida, de Roman Polański (guion)
- 1967: The Fearless Vampire Killers (UK: Dance of the Vampires), de Roman Polański (guion)
- 1967: El viejo y el niño (Le vieil homme et l'enfant), de Claude Berri (guion)
- 1972: ¿Qué? (What?), de Roman Polański (guion)
- 1976: Le locataire (The Tenant), de Roman Polański (guion)
- 1978: Rêve de singe (guion)
- 1979: Tess, de Roman Polański (guion)
- 1979: Seeking Asylum (guion)
- 1981: La Guerre du feu, de Jean-Jacques Annaud (guion)
- 1983: La femme de mon pote (My Best Friend's Girl), de Bertrand Blier (guion)
- 1986: Piratas, de Roman Polański (guion)
- 1986: El manantial de las colinas, de Claude Berri (guion)
- 1986: El nombre de la rosa, de Jean-Jacques Annaud (guion)
- 1986: Manon des sources (Manon of the Spring), de Claude Berri (guion)
- 1988: Frantic, de Roman Polański (guion)
- 1988: El oso, de Jean-Jacques Annaud (The Bear) (guion)
- 1992: Bitter Moon, de Roman Polański (guion)
- 1992: El amante, de Jean-Jacques Annaud (guion)
- 2004: Blueberry, de Roman Polański (guion)
- 2007: Su majestad Minor (His Majesty Minor), de Jean-Jacques Annaud (guion)

### Actor
- 1960: À bout de souffle - Fotógrafo